# جزيرة فرنشمان
 جزيرة فرنشمان (المعروفة أيضًا باسم جزيرة فرنشمان 26 فدان (11ها)جزيرة تقع في بحيرة اونيدا في مقاطعة اوسويغو ، نيويورك ، الولايات المتحدة. كانت تُعرف تاريخياً باسم «جزيرة السبعة أميال» أثناء الثورة الأمريكية  ومن قبل شعب أونونداغا باسم كاه-وها-ناه-كي .
على الرغم من أنها كانت في ذات يوم موطنًا لمنتجع شهير، إلا أن الجزيرة اليوم غير مأهولة وغير متطورة إلى حد كبير، باستثناء منارة ورصيف مهجورتين على الجانب الجنوبي من الجزيرة. الجزيرة مفتوحة للعامه للاستخدام الترفيهي، ولكن لا يمكن الوصول إليها إلا بالقوارب.

## نبذة
تم اشتقاق جزيرة فرنشمان اسمها من أسطورة تصف السكان الاستعماريين الأوائل للجزيرة. تختلف القصة بين الروايات، ولكنها تتحدث بشكل عام عن رجل فرنسي وامرأة فرنسية الثرية التي هربت إلى الأمريكتين في تحد والد المرأة. قاموا ببناء منزل على الجزيرة في أواخر القرن الثامن عشر الميلادي حيث مكثوا لمدة سبع سنوات، وأنجبوا ثلاثة أطفال خلال ذلك الوقت. فوجئ الزوار بالعثور على منزل جيد التوزيع على الجزيرة، والذي كان في ذلك الوقت في عمق برية غير مستقرة إلى حد كبير. في النهاية، تصالح الأب مع ابنته، وسُمح للعائلة بالعودة إلى فرنسا.
في عام 1831، قام الكسيس دي توكفيل بزيارة للجزيرة، مسترجعًا قصة الفرنسي في رحلة يواكيم هاينريش كامبي رحلة أو لاك أونييدا (1803) ، لكنه لم يجد سوى بقايا ضئيلة من المنزل.

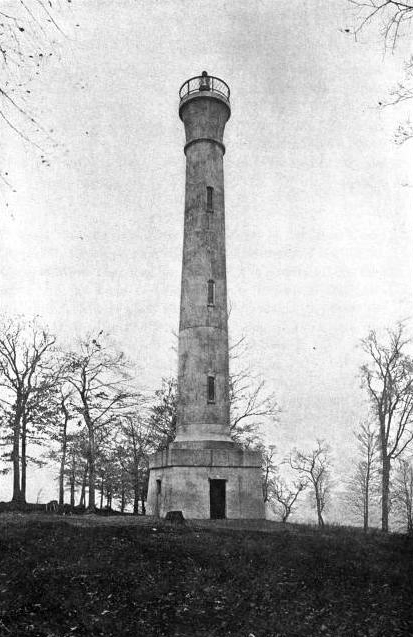
منظر لمنارة جزيرة الفرنسيين بعد وقت قصير من اكتمالها عام 1917.

تستضيف الجزيرة إحدى المنارات الثلاث المستخدمة لتوجيه الملاحة في بحيرة أونيدا. تم بناء المنارات في عام 1917 كجزء من قناة بارج ولاية نيويورك، والتي تستخدم بحيرة اونيدا كجزء من طريقها المائي من نهر هدسون إلى بحيرة ايري. لا تزال منارة جزيرة فرنشمان تعمل حتى اليوم وتديرها شركة قناة ولاية نيويورك . بينما تم الانتهاء من المنارة في أغسطس 1917 ، ربما لم تكن قد أضاءت لأول مرة حتى عام 1918. اليوم، يتم تشغيل الضوء الأبيض الخفي للبرج بقوة 1500 شمعة عن طريق الكهرباء التجارية، على الرغم من أنه كان يعمل بالغاز لعدة سنوات بعد اكتماله الأولي.

## الاستخدام العام

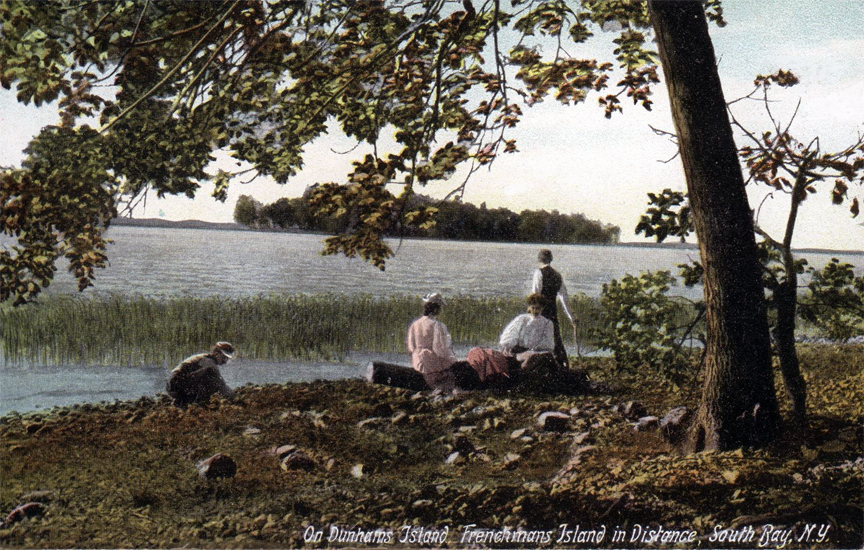
التنزه في جزيرة دونهامز مع جزيرة الفرنسيين في المسافة ، ج. 1910.

كانت الجزيرة موقعًا تاريخيًا شهيرًا لمشاهدة المعالم السياحية والتنزه. في أواخر القرن التاسع عشر وأوائل القرن العشرين، ظهرت الجزيرة على منتجع صغير به نزل من طابقين وصله جانبيه. ستنقل القطارات القادمة من سيراكيوز الركاب إلى القوارب البخارية التي تقوم برحلات منتظمة إلى الجزيرة، حيث سيجد الزوار «ركوب القوارب والإبحار وصيد الأسماك والاستحمام والتنس لعبة كروكيت وبيسبول والموسيقى الجيدة».
في اواخر القرن العشرين، كانت الجزيرة تُدار بواسطة ترجع من قبل مكتب ولاية نيويورك للمتنزهات والاستجمام والمحافظة التاريخية باسم منتزه جزيرة فرنشمان الوطني، على الرغم من ذلك لم تكن مطورة إلى حد كبير ولم يتبقى منها سوى القليل من أيامها كمنتجع. بسبب التخريب المتكرر، تم إغلاق المنتزه لسنوات عديدة قبل إعادة افتتاحه في عام 2008. تم نقل ملكية الجزيرة إلى إدارة المحافظة على البيئة بولاية نيويورك في عام 2011  مع وجود خطط لهم لإدارة الجزيرة كمنطقة . أصبحت الجزيرة جزءًا من إدارة الحياة البرية خليج الميل الثالث.